# Bachue Corona
Bachue Corona is een corona op de planeet Venus. Bachue Corona werd in 1985 genoemd naar Bachué, godin van de vruchtbaarheid in de Muisca-cultuur (Colombia).
De corona heeft een diameter van 463 kilometer en bevindt zich ten noorden van Ilbis Fossae in het quadrangle Metis Mons (V-6).